# Square Sainte-Odile
Square Sainte-Odile är en park i Quartier des Ternes i Paris 17:e arrondissement. Square Sainte-Odile är uppkallad efter den närbelägna kyrkan Sainte-Odile, helgad åt den heliga Ottilia av Alsace. Parkens ingång är belägen vid Avenue Stéphane-Mallarmé. I parken finns en stele tillägnad den franska harpisten Lily Laskine (1893–1988).

## Omgivningar
- Sainte-Odile
- Porte de Courcelles
- Place de la Porte-de-Champerret
- Jardin Lily-Laskine
- La Main jaune

## Bilder
| - Kyrkan Sainte-Odile. - Stele tillägnad Lily Laskine. |

## Kommunikationer
- Tunnelbana – linje  – Porte de Champerret
- Busshållplats Porte de Courcelles – Paris bussnät, linje 165

### Webbkällor
- ”Square Sainte-Odile”. Paris.fr. https://www.paris.fr/equipements/square-sainte-odile-2642. Läst 28 februari 2021.
- ”Square Sainte-Odile”. Les rues de Paris. http://www.parisrues.com/rues17/paris-17-square-sainte-odile.html. Läst 28 februari 2021.